# Alcotas

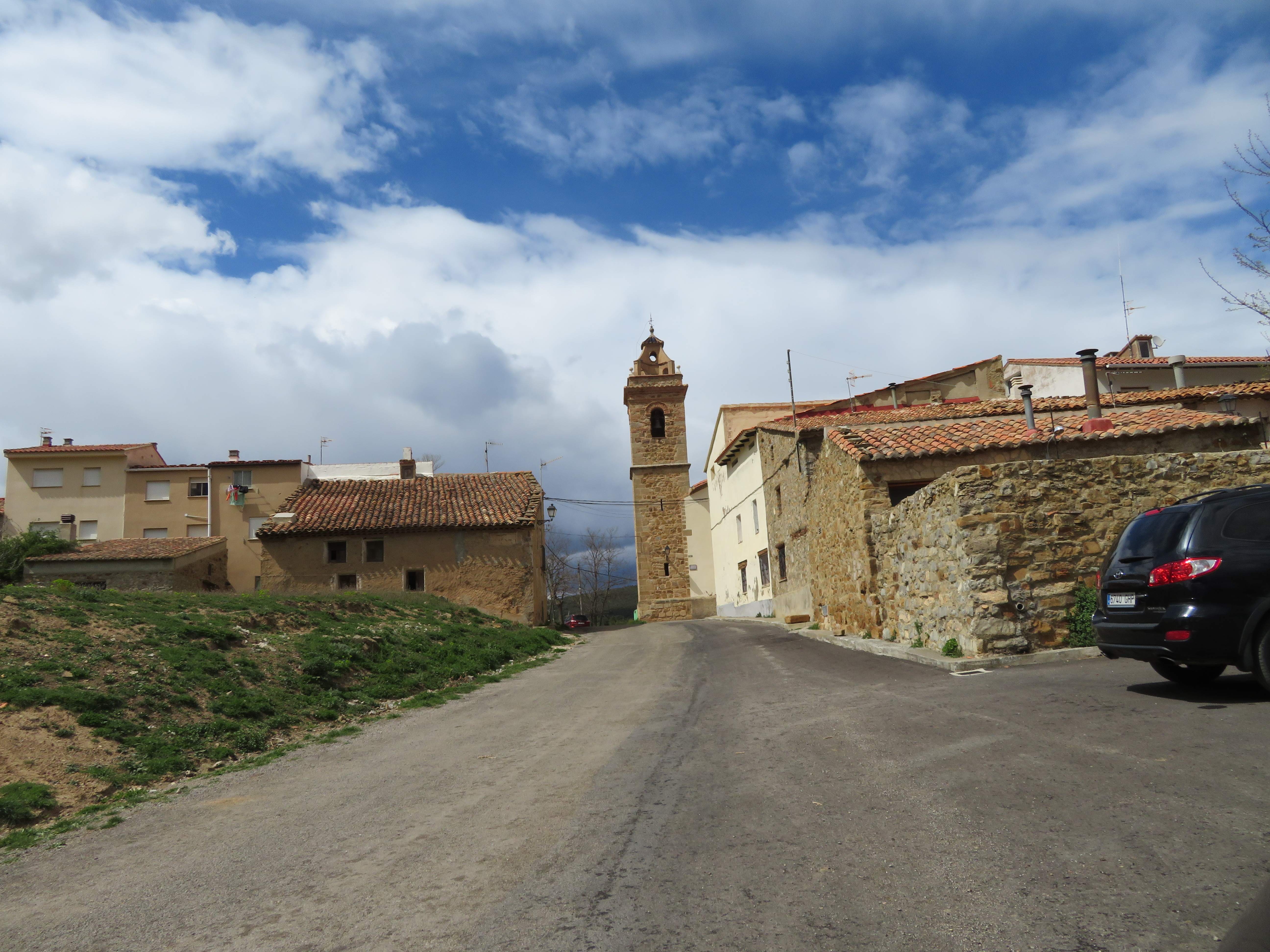
Localidad de Alcotas (Teruel)

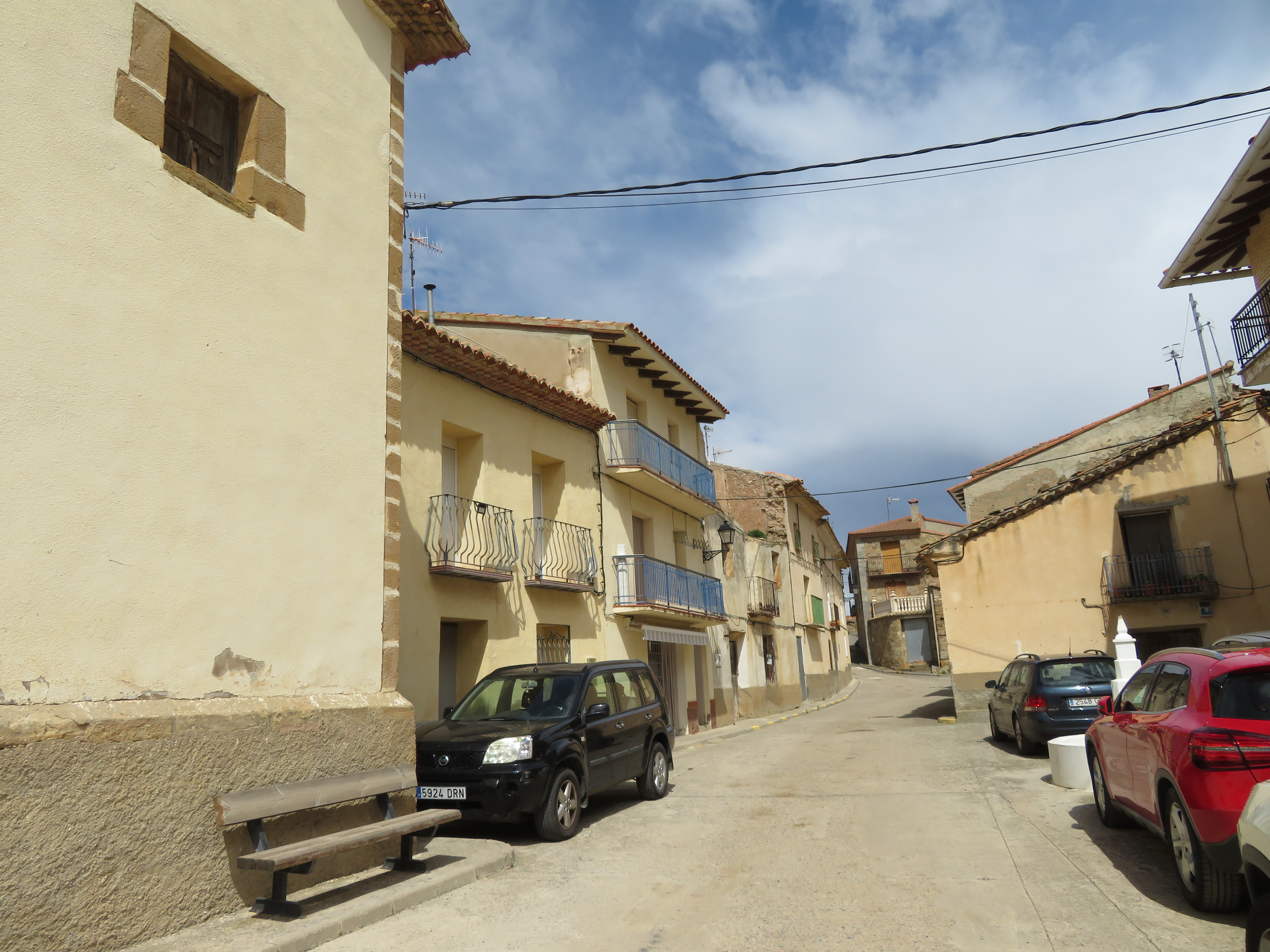
Localidad de Alcotas

Alcotas es una pedanía de Manzanera, en la comarca de Gúdar-Javalambre de la provincia de Teruel.

## Demografía

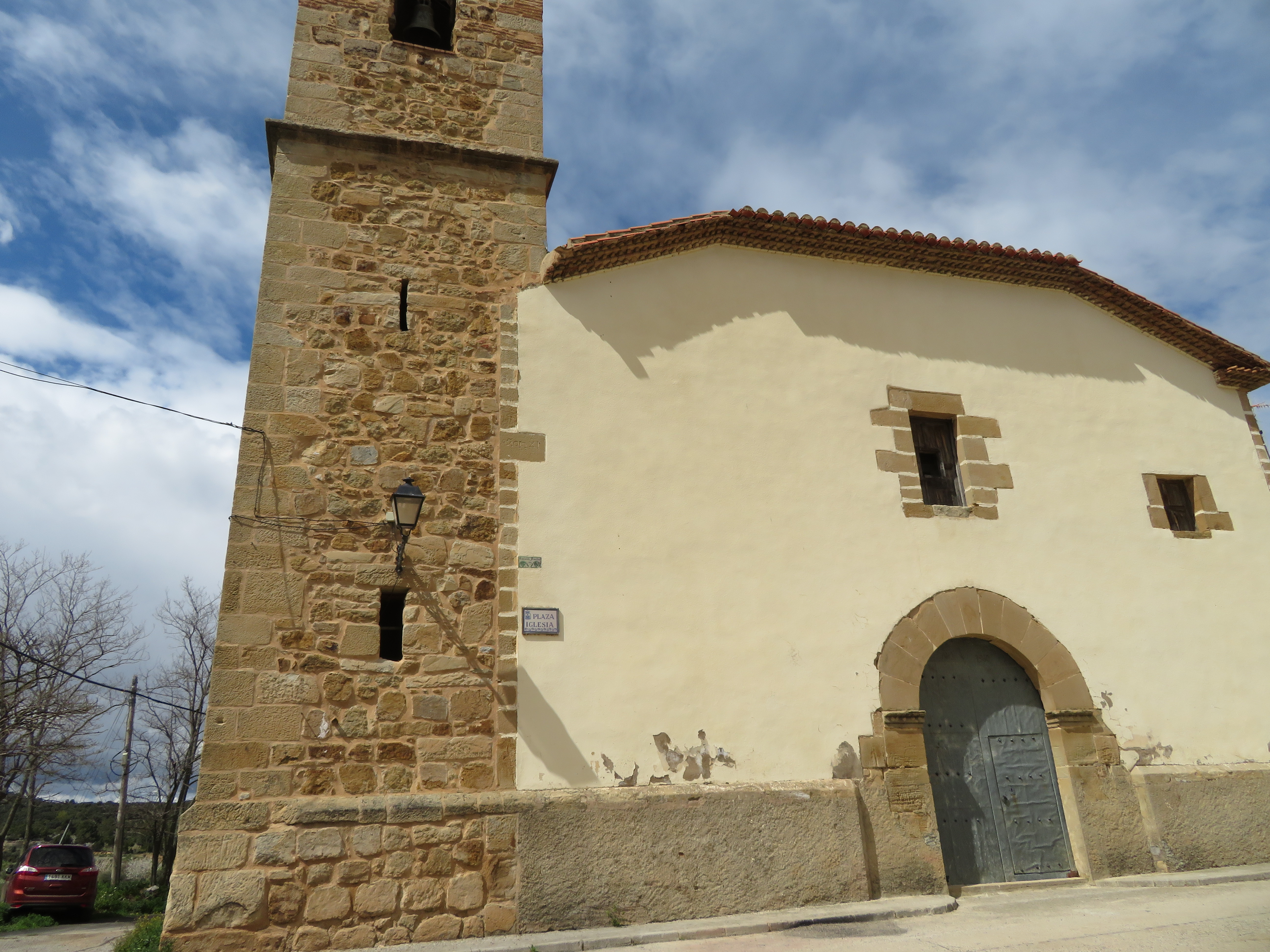
Santa Quiteria, parroquia de Alcotas

Evolución de la población

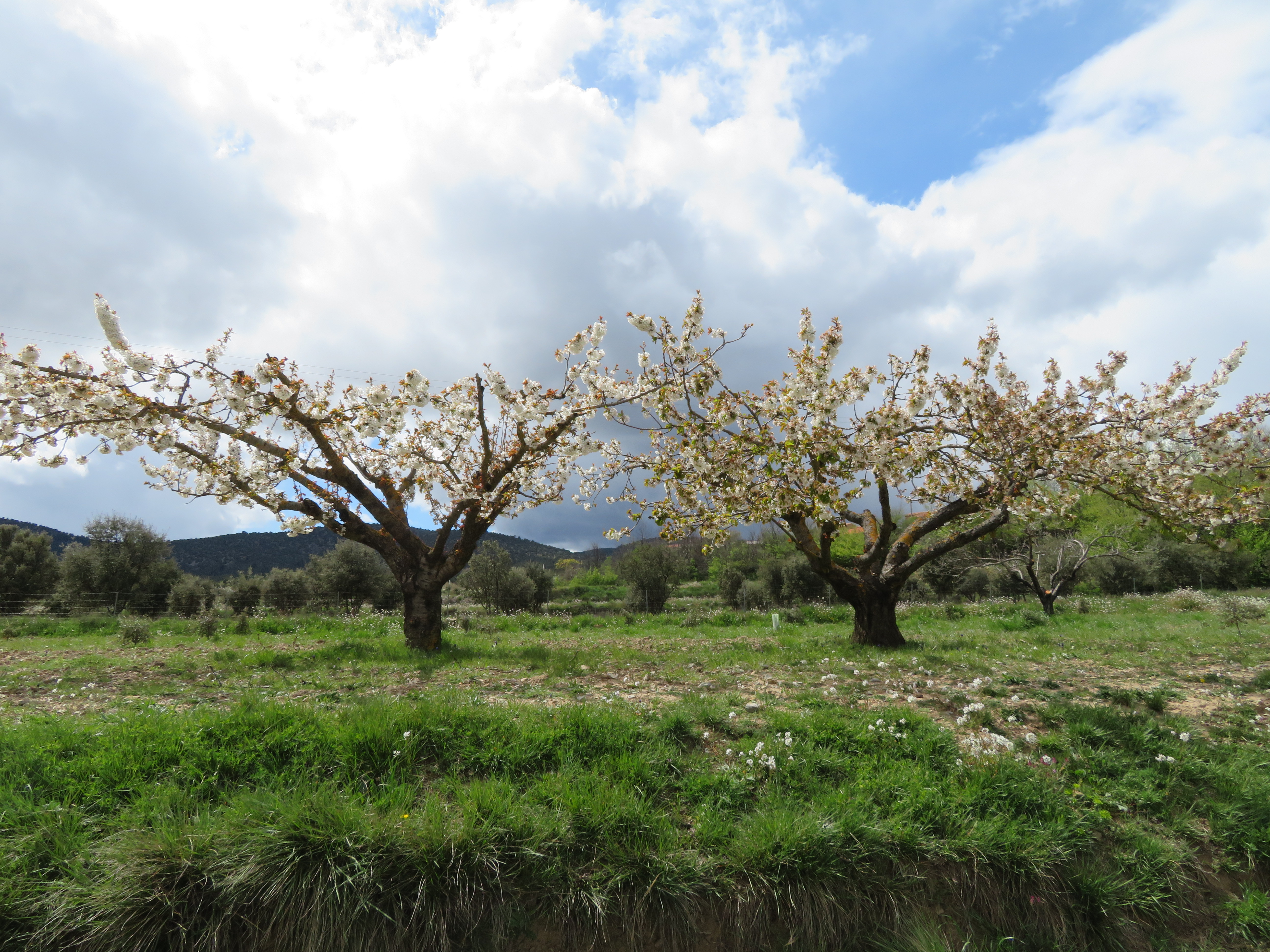
Cultivos agrícolas, Cerezos en flor. Huerto familiar de la localidad de Alcotas

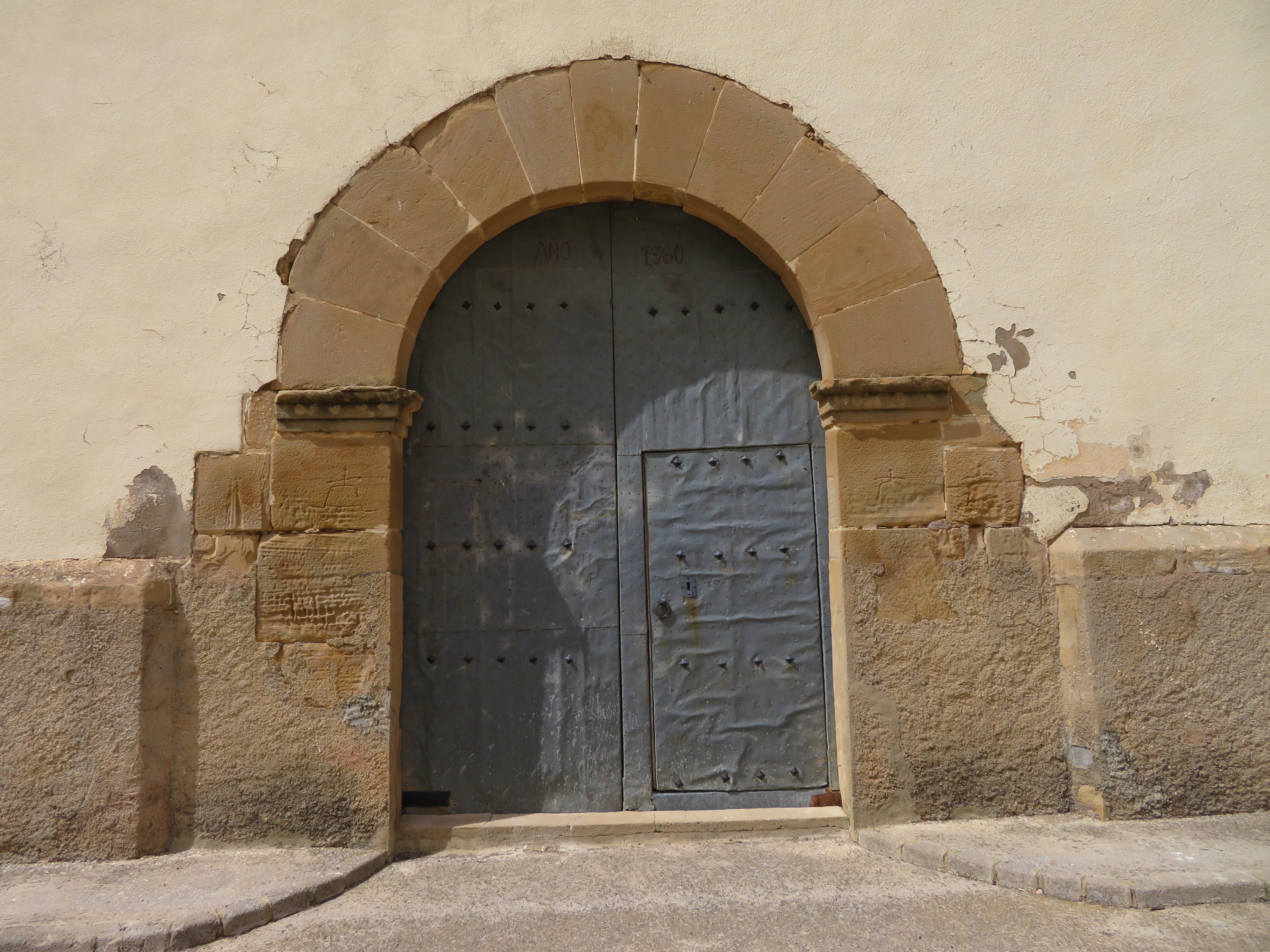
Portada de la parroquia de Santa Quiteria de la localidad Alcotas

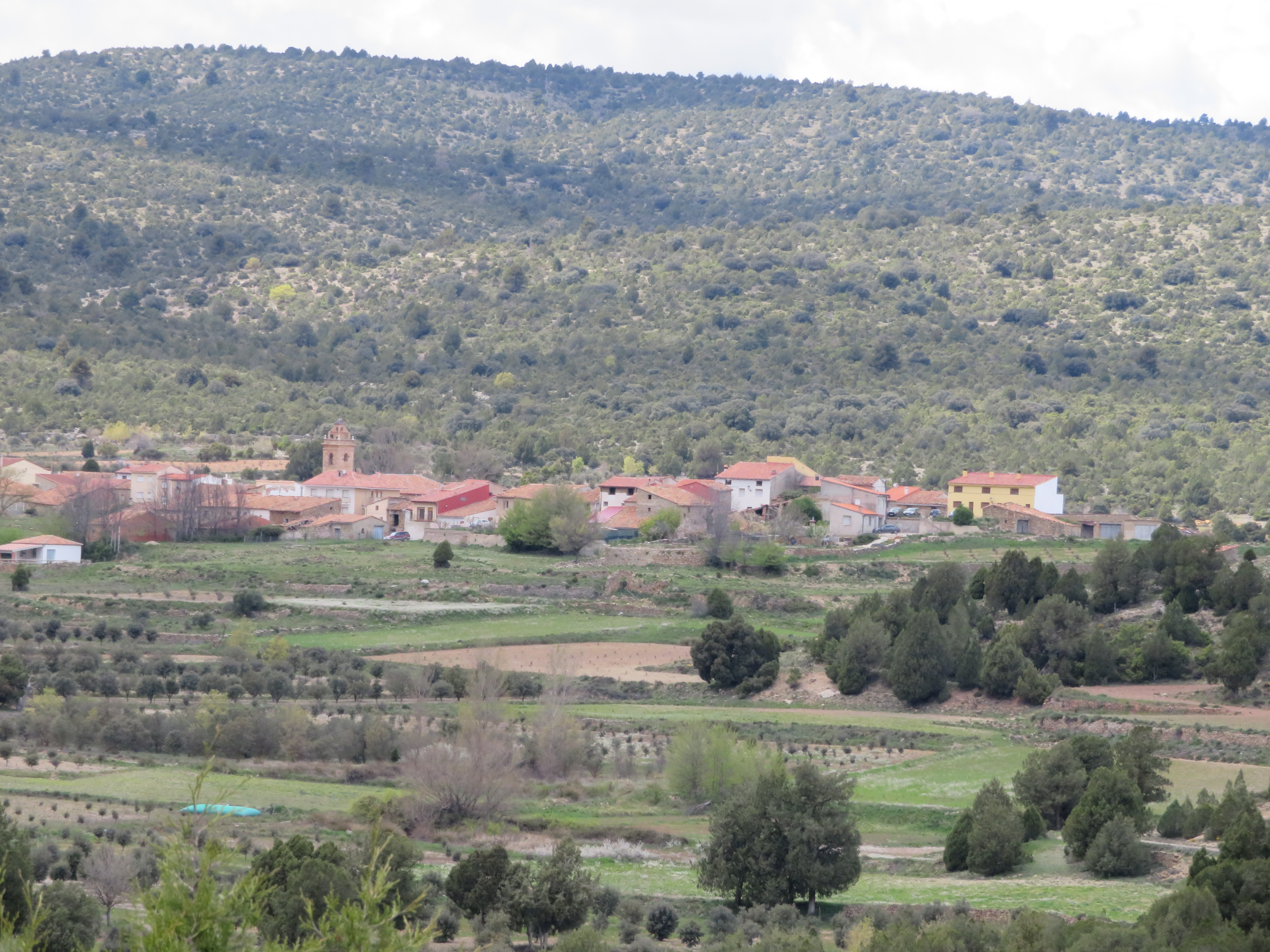
Panorámica de Alcotas

| Gráfica de evolución demográfica de Alcotas entre 2000 y 2020      |
|                                                                    |
| Población de derecho (2000-2020) según el padrón municipal del INE |

## Historia
Es citada entre los límites del territorio del Concejo de Teruel y el Reino de Valencia. El 22 de junio de 1238, antes de la reconquista de Valencia, el rey Jaime I donó el castillo y villa de Jérica al concejo de Teruel, delimitándolo:

Concicium Turolii, castrum et villam de Xeriqua, et accipiat terminos d'a rivo de Alventosa citra talaiam de Bexexi, et in hoc termino sint vertentes de Monalgarau et Almanza et Alcota usque ad colatum de Villamalur, et usque ad congosto de Segorbe et usque buqueras de Liria, et in donatione ista sunt Pardinas, Buqueras, Marinos et Guadalmar cum suis terminis, et abeant forum Turolii salvis donationibus militum. X calendas iuliii.

El 9 de abril de 1255 Jaime donó el castillo y villa de Jérica a la noble Teresa Gil de Vidaure y su hijo, Jaime I de Jérica, indicando que la población se sitúa en el Reino de Valencia. Parece que Jaime I tenía un interés especial en separarlo del Concejo de Teruel. El texto de separación data de 1261:

in presentia Iuditis, iustitie, iuratorum et totius concilii Turolii...divisimus et assignamus, pro terminis castri et ville de Exerica terminos subtos scriptos, videlicet ex parte podii seu castellario quod dicitur Toro, sicut aque decurrunt de monte Algarau versus villare Ballistarii, et de dicto villari usque ad cabeçum rasum, et ab ipso cabeço, sicut dividit El Cerro et exiit ad ramblam que vadit ad Morellam, ita quod totum Pallatare remanet intra terminum de Exerica, et de dicta rambla prout vadit ipsa rambla et exit ad Fonteçella, que est introitu Pallataris, et ab ipsa Fonteçella, sicut vadit recta linea usque ad atalaym fontis del Cepo, et ab ipsa atalaya sicut vadit el cerro usque ad vertentes de Alcotas, et de ipsis vertentibus de Alcota sicut vadit recta linea usque ad summum vertentium de Bexi, et usque ad atalayam de Bexix...

La aldea de Alcotas se unió a Manzanera en 1834-1849.

## Economía
Agricultura de secano, ganadería extensiva y principalmente el cultivo de trufas.

## Patrimonio
Iglesia católica de Santa Quiteria. 

## Fiestas
- Fiestas en honor a sus patrones San Abdón y San Senén conocidos como los Santos de la Piedra, se celebran el último fin de semana de julio.